# Albayzin
El Albayzín (arapski), također Albaicín ili El Albaicín, je gradska četvrt Granade, španjolske autonomne zajednice Andaluzije, koja je sačuvala uske vijugave ulice i vremena srednjovjekovne Al-Andalus. Od 1984. godine, zajedno s palačama Alhambra i Generalife, nalazi se na UNESCOvom popisu svjetske kulturne baštine.
Nalazi se na brdu s kojega se, pored crkve sv. Nikole, pruža divan pogled na Alhambru. Od građevina koje su sačuvane ističu se arapske kupke, Arheološki muzej Granade i Crkva Krista Spasitelja (San Salvador) koja je izgrađena na temeljima maurske džamije. Tu se nalaze i neke izvorne maurske kuće i veliki broj restorana koji su uređeni u sjevernoafričkom stilu.
- Alhambra iz Albayzina
- Ulica Calderería
- Fasada kuće u ulici Cuesta de Alhacaba
- Palača Dar al-Hora

## Poveznice
- Islamska umjetnost i arhitektura
- Čaršija

## Vanjske poveznice
- Alhambra na turgranada.es Službena turistička stranica provincije Granada
- Webcam Albayzín - Granada/Alhambra